# Rekordy halowych mistrzostw Europy w lekkoatletyce
Rekordy halowych mistrzostw Europy w lekkoatletyce – najlepsze wyniki uzyskane w historii halowych mistrzostw Europy. Jeden rekord należy do reprezentanta Polski – Pawła Czapiewskiego (Bieg na 800 metrów). Rezultat ten został uzyskany podczas Halowych mistrzostw Europy w Wiedniu w 2002 roku.

## Mężczyźni
| Konkurencja            | Wynik    | Zawodnik                                                | Kraj            | Miejsce ustanowienia | Data           | Edycja imprezy |
| ---------------------- | -------- | ------------------------------------------------------- | --------------- | -------------------- | -------------- | -------------- |
| 60 metrów              | 6,42     | Dwain Chambers                                          | Wielka Brytania | Turyn                | 7 marca 2009   | HME 2009       |
| 200 metrów             | 20,36    | Bruno Marie-Rose                                        | Francja         | Liévin               | 22 lutego 1987 | HME 1987       |
| 400 metrów             | 45,05    | Karsten Warholm                                         | Norwegia        | Glasgow              | 2 marca 2019   | HME 2019       |
| 800 metrów             | 1:44,78  | Paweł Czapiewski                                        | Polska          | Wiedeń               | 3 marca 2002   | HME 2002       |
| 1500 metrów            | 3:33,95  | Jakob Ingebrigtsen                                      | Norwegia        | Stambuł              | 3 marca 2023   | HME 2023       |
| 3000 metrów            | 7:38,42  | Ali Kaya                                                | Turcja          | Praga                | 7 marca 2015   | HME 2015       |
| 60 metrów przez płotki | 7,39     | Colin Jackson                                           | Wielka Brytania | Paryż                | 12 marca 1994  | HME 1994       |
| Skok wzwyż             | 2,40 m   | Stefan Holm                                             | Szwecja         | Madryt               | 6 marca 2005   | HME 2005       |
| Skok o tyczce          | 6,05 m   | Armand Duplantis                                        | Szwecja         | Toruń                | 7 marca 2021   | HME 2021       |
| Skok w dal             | 8,71 m   | Sebastian Bayer                                         | Niemcy          | Turyn                | 8 marca 2009   | HME 2009       |
| Trójskok               | 17,92 m  | Teddy Tamgho                                            | Francja         | Paryż                | 6 marca 2011   | HME 2011       |
| Pchnięcie kulą         | 22,19 m  | Ulf Timmermann                                          |                 | Liévin               | 21 lutego 1987 | HME 1987       |
| Siedmiobój             | 6558 pkt | Sander Skotheim                                         | Holandia        | Apeldoorn            | 8 marca 2025   | HME 2025       |
| Chód na 5000 m         | 18:19,97 | Giovanni De Benedictis                                  | Włochy          | Genua                | 28 lutego 1992 | HME 1992       |
| sztafeta 4 × 400 m     | 3:02,87  | Julien Watrin Dylan Borlée Jonathan Borlée Kévin Borlée | Belgia          | Praga                | 8 marca 2015   | HME 2015       |
|                        |          |                                                         |                 |                      |                |                |

## Kobiety
| Konkurencja            | Wynik    | Zawodniczka                                          | Kraj            | Miejsce ustanowienia | Data           | Edycja imprezy |
| ---------------------- | -------- | ---------------------------------------------------- | --------------- | -------------------- | -------------- | -------------- |
| 60 metrów              | 7,00     | Nelli Cooman                                         | Holandia        | Madryt               | 23 lutego 1986 | HME 1986       |
| 60 metrów              | 7,00     | Mujinga Kambundji                                    |                 | Stambuł              | 3 marca 2023   | HME 2023       |
| 200 metrów             | 22,39    | Marita Koch                                          |                 | Budapeszt            | 5 marca 1983   | HME 1983       |
| 400 metrów             | 49,58    | Jarmila Kratochvílová                                | Czechosłowacja  | Mediolan             | 7 marca 1982   | HME 1982       |
| 800 metrów             | 1:55,82  | Jolanda Čeplak                                       | Słowenia        | Wiedeń               | 3 marca 2002   | HME 2002       |
| 1500 metrów            | 4:02,39  | Laura Muir                                           | Wielka Brytania | Belgrad              | 4 marca 2017   | HME 2017       |
| 3000 metrów            | 8:30,61  | Laura Muir                                           | Wielka Brytania | Glasgow              | 1 marca 2019   | HME 2019       |
| 60 metrów przez płotki | 7,67     | Ditaji Kambundji                                     |                 | Apeldoorn            | 7 marca 2025   | HME 2025       |
| Skok wzwyż             | 2,05 m   | Tia Hellebaut                                        | Belgia          | Birmingham           | 3 marca 2007   | HME 2007       |
| Skok o tyczce          | 4,90 m   | Jelena Isinbajewa                                    | Rosja           | Madryt               | 6 marca 2005   | HME 2005       |
| Skok w dal             | 7,30 m   | Heike Drechsler                                      |                 | Budapeszt            | 5 marca 1988   | HME 1988       |
| Trójskok               | 15,16 m  | Ashia Hansen                                         | Wielka Brytania | Walencja             | 28 lutego 1998 | HME 1998       |
| Pchnięcie kulą         | 21,46 m  | Helena Fibingerová                                   | Czechosłowacja  | San Sebastian        | 13 marca 1977  | HME 1977       |
| Pięciobój              | 5055 pkt | Nafissatou Thiam                                     | Turcja          | Stambuł              | 3 marca 2023   | HME 2023       |
| Chód na 3000 m         | 11:49,99 | Alina Iwanowa                                        |                 | Genua                | 29 lutego 1992 | HME 1992       |
| sztafeta 4 × 400 m     | 3:24,34  | Lieke Klaver Nina Franke Cathelijn Peeters Femke Bol | Holandia        | Apeldoorn            | 9 marca 2025   | HME 2025       |
|                        |          |                                                      |                 |                      |                |                |

## Mieszane
| Konkurencja        | Wynik   | Zawodnicy                                             | Kraj     | Miejsce ustanowienia | Data         | Edycja imprezy |
| ------------------ | ------- | ----------------------------------------------------- | -------- | -------------------- | ------------ | -------------- |
| sztafeta 4 × 400 m | 3:15,63 | Nick Smidt Eveline Saalberg Tony van Diepen Femke Bol | Holandia | Apeldoorn            | 6 marca 2025 | HME 2025       |
|                    |         |                                                       |          |                      |              |                |